# Klaus Erich Hampel
Klaus Erich Hampel (* 18. März 1932 in Leipzig; † 16. Mai 2016 in Bad Honnef-Rhöndorf) war ein deutscher Arzt und Facharzt für innere Medizin. Er war  Dekan und Ärztlicher Leiter des Universitätsklinikums Charlottenburg der Freien Universität Berlin.

## Leben und Wirken
Klaus Erich Hampel absolvierte sein Medizinstudium von 1952 bis 1958 in Leipzig sowie in Berlin und wurde 1960 an der Freien Universität Berlin promoviert, wo er bis 1969 als Wissenschaftlicher Assistent tätig war und sich 1967 für den Fachbereich Innere Medizin mit der Schrift Über die Wirkung von Zytostatika auf die Chromosomen des Menschen habilitierte. Im Laufe des Jahres 1969 wurde er in Folge zum Oberarzt, zum Wissenschaftlichen Rat und zum Professor ernannt. 1975 erfolgte seine Bestellung zum Leiter der Abteilung für Innere Medizin mit Schwerpunkt Gastroenterologie. Von 1984 bis 1986 war er Präsident der Europäischen Gesellschaft für Gastroenterologie und Endoskopie, von 1993 bis 1996 Vorsitzender des Arbeitskreises der ärztlichen Leiter der Diätlehranstalten der Bundesrepublik Deutschland.
Hampel etablierte am Universitätsklinikum Charlottenburg der Freien Universität Berlin das Fach Gastroenterologie; während seiner Tätigkeit als Klinikdirektor erfolgte der Umzug der Medizinischen Klinik mit Schwerpunkt Gastroenterologie des Universitätsklinikums Charlottenburg in das Rudolf-Virchow-Krankenhaus (1991–1994). Zudem war er verantwortlich für die Integration der kommunalen in die universitäre Gastroenterologie am Campus Virchow-Klinikum der Charité.
Seine klinische Schwerpunkte lagen im Bereich der Proktologie, der gastroenterologischen Funktionsdiagnostik, der Chronisch-entzündlichen Darmerkrankungen (CED) und der Hepatologie. Zu Forschungsarbeiten in den Bereichen u. a. der Hämatologie und Onkogenese verfasste er über 60 Publikationen.
Hampel richtete zahlreiche nationale und internationale gastroenterologische Kongresse aus und fungierte auch als deren Vorsitzender. Im Jahr 1997 wurde er emeritiert.
Klaus Erich Hampel war verheiratet und hatte einen Sohn.

## Veröffentlichungen (Auswahl)
- Ein Beitrag zur Morphologie und funktionellen Bedeutung der sagittalen Dornfortsatzspalten durch Untersuchungen am Röntgenbild. Dissertation, Berlin 1960.
- Über die Wirkung von Zytostatika auf die Chromosomen des Menschen. Habilitationsschrift, Freie Universität Berlin, 1967.
- mit Michael Fritzche, Dieter Stopik: Quantitative Untersuchungen über Chromosomenmutationen bei menschlichen Leukocyten durch Cyclophosphamid nach Aktivierung an Leberschnitten. In: Humangenetik 7, Springer, 1969, S. 28–37, doi:10.1007/BF00278690